# Charles Renouvier
Charles Bernard Renouvier (francês: [ʁənuvje]; 1 de janeiro de 1815 – 1 de setembro de 1903) foi um filósofo francês. Ele se considerava um "Swedenborg da história" que buscou atualizar a filosofia do liberalismo e do individualismo kantiano para as realidades socioeconômicas do final do século XIX. Influenciou o método sociológico de Émile Durkheim, dentre outros pensadores.
Reformulando o sistema de Kant, Renouvier descrevia sua própria filosofia como "neocriticismo". Ele adotava um idealismo não monista, em que apenas as aparências eram a realidade: os fenômenos dos sujeitos são entes reais e únicos objetos do conhecimento; também nisso afirmava um personalismo, insistindo que a personalidade era moralmente e filosoficamente a maior categoria, de maior valor, contra qualquer autoritarismo e dogmatismo de Estado ou Igreja. Também era contra o determinismo de Comte, visou refletir sobre os limites de se estabelecer uma certeza positiva na ciência e avançava uma visão ética que combinava os melhores ideais do socialismo e liberalismo, de individualidade e solidariedade.

## Biografia
Renouvier nasceu em Montpellier e foi educado em Paris na École Polytechnique. Desde cedo se interessou pela política, mas nunca ocupou cargos públicos, passando o tempo escrevendo, longe do escrutínio público.
Foi um prolífico escritor. Publicou vários manuais de filosofia antiga e moderna entre 1842 e 1844; nessa época era fortemente inspirado pelas ideias dos socialistas franceses como Saint-Simon. Escreveu em 1848 o Manual Republicano sobre o Homem e o Cidadão, voltado para professores. Com a ascensão de Napoleão III, Renouvier teve sua convicção republicana abalada e passou a se dedicar a reflexão filosófica.
Em 1851, teve uma virada em seu pensamento, adotando um finitismo que rejeitava conceitos transcendentes como o infinito atual, a substância filosófica (supostamente "de fundo" das aparências), a continuidade do movimento, a divisão do espaço e do tempo, o determinismo, e qualquer outra coisa metafísica que postulasse uma realidade para além das representações diretas da experiência subjetiva. Afirmou, assim, que a realidade é constituída somente de representações em uma síntese, cujo entendimento depende da nossa maneira de relacioná-las.
Colaborando com a Revue Philosophique dirigida por Fauvety, publicou o início de um romance filosófico intitulado Uchronie, que só foi concluído em 1876, sobre uma reescrita da história da Europa que poderia ter ocorrido com a modificação de alguns eventos. Este neologismo, ucronia, ou seja, "utopia na História", que acabava de inventar, tornou-se desde então um nome comum para designar um gênero literário que explora este princípio de história alternativa.
De 1854 a 1864, publicou os quatro volumes dos Essais de critique génerale; em 1866, escreveu um Esboço para a classificação sistemática de doutrinas filosóficas; em 1869, publicou La science de la Morale. Em 1872, fundou o periódico Critique philosophique (posteriormente L'Année philosophique), que incluía artigos políticos como de apoio à república restaurada.
Em 1901, lançou duas obras sobre metafísica e, em 1903, seu livro sobre o personalismo (Le personnalisme, suivi d'une étude sur la perception externe et sur la force). Em 1906, veio à tona um livro de crítica a Kant.
Por volta dos setenta anos, solitário e quase surdo, mudou-se para os Pireneus Orientais, primeiro para Perpignan, perto do seu discípulo Louis Prat, professor do colégio de Perpignan, depois para Prades, onde faleceu em 1903.

## Filosofia

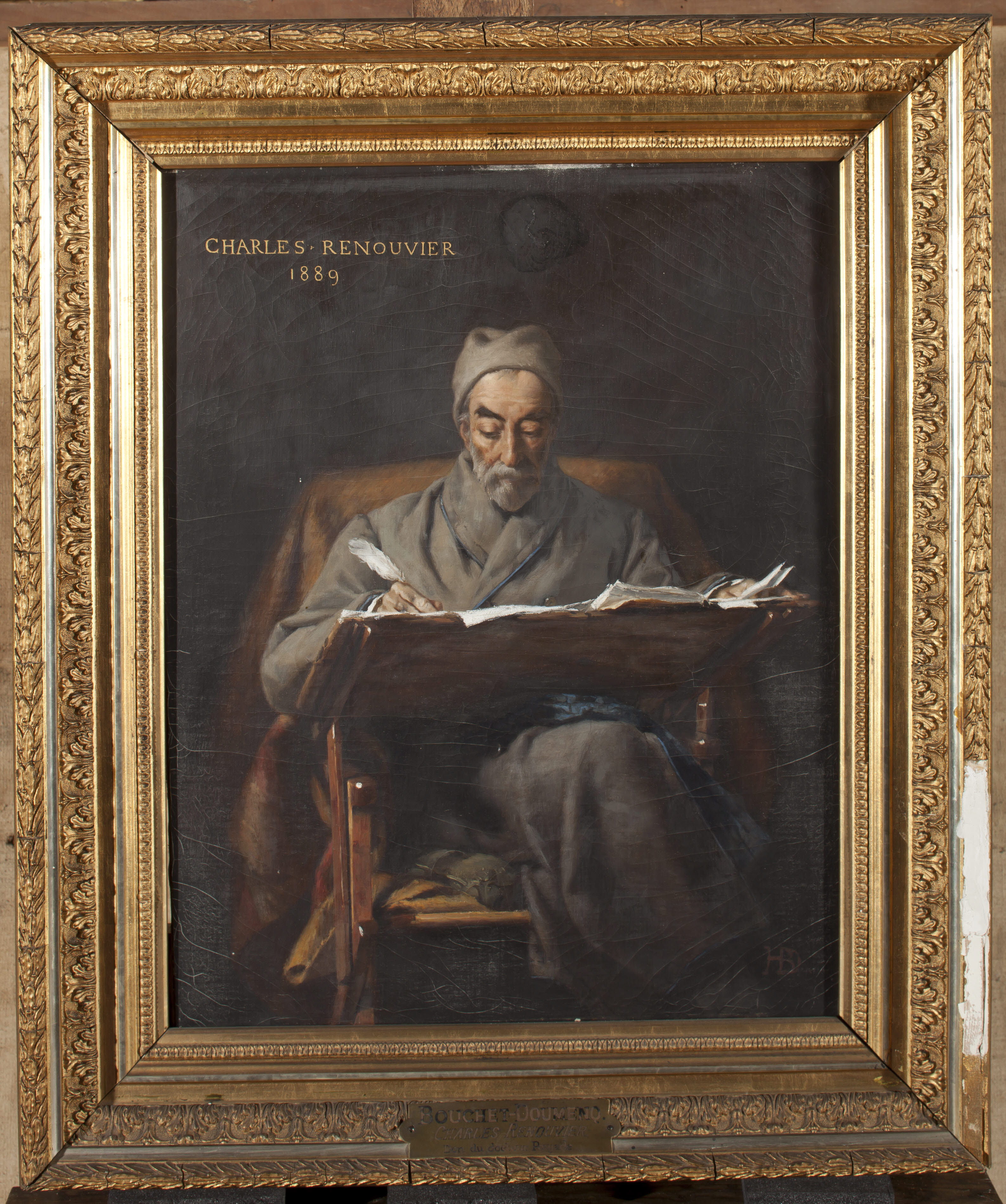
Retrato de Renouvier por Henri Bouchet-Doumenq (1889), cujo pai era um amigo do filósofo

Renouvier foi o primeiro filósofo francês depois de Nicolas Malebranche a formular um sistema idealista completo, e teve uma vasta influência no desenvolvimento do pensamento francês. Seu sistema é baseado no de Immanuel Kant, como indica o termo escolhido "néo-criticisme"; mas é mais uma transformação do que uma continuação do kantianismo.
As duas ideias principais são a aversão ao "incognoscível" em todas as suas formas e a confiança na validade da experiência pessoal. A primeira explica a aceitação do fenomenalismo de Kant por Renouvier, combinada com a rejeição da coisa em si. Isso também explica sua polêmica, por um lado, contra uma Alma Substancial, um Absoluto budista, uma Substância Espiritual Infinita; por outro lado, contra o não menos misterioso material ou substrato dinâmico pelo qual o monismo naturalista explica o mundo. Ele afirma que nada existe exceto apresentações, que não são meramente sensacionais e têm um aspecto objetivo não menos que subjetivo. Para explicar a organização formal da nossa experiência, Renouvier adota uma versão modificada das categorias kantianas. Nisso, tomava como primária a categoria da relação. Renouvier gostava de se considerar o sucessor de Kant que havia melhorado o seu sistema. Na epistemologia de Renouvier, havia um personalismo, pois afirmava que todo conhecimento contém um elemento pessoal da vontade em nele crer. Rejeitava, assim, a distinção kantiana entre razão teórica e razão prática, e, para Renouvier, não havia distinção entre entre crença e conhecimento. Ele afirmava que o sujeito deduz o conhecimento apenas a partir de seus fenômenos, a partir da categoria mais básica de relação até outras, e que há escolha na seleção de categorias.
Renouvier afirmava que a história era apenas uma eterna recorrência das categorias opostas pré-ordenadas, vistas em alternância na sociedade, como as de coisa/ideia, evolução/criação, necessidade/liberdade, felicidade/dever, evidência/crença etc. Rejeitava teorias que colocavam o Estado ou conceitos como "nação" como uma entidade substancial superior sobre seus membros, e defendia o respeito aos indivíduos como agentes morais livres.
Para ele, era absurdo considerar o indivíduo isoladamente na questão de possuir direitos; afirmava que todos possuem deveres morais e que a pessoa sempre se encontra em relação, pelo menos dela própria com seu próprio ideal ou self maior a ser desenvolvido, em caráter e conduta.
A insistência na validade da experiência pessoal leva Renouvier a uma divergência ainda mais importante de Kant no seu tratamento da volição. A liberdade, diz ele, num sentido muito mais amplo do que Kant, é a característica fundamental do homem. A liberdade humana atua no fenomênico, não em uma esfera numênica imaginária. A crença não é meramente intelectual, mas é determinada por um ato de vontade que afirma o que consideramos moralmente bom.
Em suas visões religiosas, Renouvier faz uma aproximação considerável com Gottfried Leibniz. Ele sustenta que, embora não seja possível provar pela experiência, estamos racionalmente justificados em crer na imortalidade humana e a existência de um Deus finito que seria um governante constitucional, mas não um déspota, sobre as almas das pessoas. No entanto, ele considera o ateísmo preferível à crença em uma Deidade infinita. Para ele, a possibilidade de concepção do mal era incompatível com a existência de um Deus onisciente e onibenevolente, e considerava que apenas um deus finito, limitado, seria compatível com a existência da liberdade criativa e responsabilidade do homem.

## Legado
Em 1866, tendo Jean Macé criado a Liga do Ensino, cujo principal objetivo era promover a ideia de uma escola laica, obrigatória e gratuita com o objetivo de tornar o conhecimento acessível a todos, esta questão se beneficiou do crédito dado por Renouvier, ao lado de outros.
O pensamento de Renouvier foi grandemente influente na intelectualidade da Terceira República, devido à circulação de seus periódicos e à sua vasta e variada obra. Ele esteve entre os sistemas dominantes da época.
Renouvier tornou-se uma importante influência no pensamento do psicólogo e filósofo americano William James. James escreveu que "se não fosse pela impressão decisiva que me causou na década de 1870 por sua magistral defesa do pluralismo, talvez eu nunca tivesse me libertado da superstição monística sob a qual cresci". Ambos trocavam correspondência, e Renouvier publicou traduções em francês de artigos de James nas décadas de 1870 e 1880, junto com Delboeuf e Pillon, editores da Revue Philosophique.
Além do mais, o pensamento de Renouvier de que a liberdade era uma crença prática dependente da vontade, que não poderia ser provada empiricamente, influenciou profundamente o pragmatismo de James: somos livres porque pensamos que somos livres e assim determinamos o curso dos fenômenos.
Octave Hamelin foi um dos principais seguidores do neocriticismo renouvieriano.
Léon Brunschvicg criticou o pensamento de Renouvier, devido à subordinação que este fazia do conhecimento à experiência psicológica de fé e à absolutização não crítica de representações e categorias postas como a priori, o que Brunschvicg considerava como construções verbais; também criticava Renouvier por ontologizar a aritmética (um "aritmetismo" semelhante a um "neopitagorismo"), o que o levava a rejeitar a realidade de conceptualizações simbólicas, como a da continuidade dos números.

## Obras
- Essais de critique générale (1854–64)
- Science de la morale (1869)
- Uchronie (1876)
- Comment je suis arrivé à cette conclusion (1885)
- Esquisse d'une classification systématique des doctrines philosophiques (1885–86)
- Philosophie analytique de l'histoire (1896–97)
- La Nouvelle Monadologie (1899)
- Histoire et solution des problèmes métaphysiques (1901)
- Victor Hugo: Le Poète (1893)
- Victor Hugo: Le Philosophe (1900)
- Les Dilemmes de la métaphysique pure (1901)
- Le Personnalisme (1903)
- Critique de la doctrine de Kant (1906)